# Schwarz blüht der Enzian
Schwarz blüht der Enzian è un album di studio del cantante tedesco Heino pubblicato nel 2014 da Starwatch Entertainment/Sony Music.

## Il disco
Schwarz blüht der Enzian è il secondo album di Heino uscito dopo la ridefinizione del suo stile e del suo look in chiave hard rock. L'album è una raccolta di nuove versioni in chiave hard rock dei suoi più noti cavalli di battaglia, come Blau blüht der Enzian, Schwarzbraun ist die Haselnuß, 	Die schwarze Barbara, La Paloma, ecc.
Il disco è uscito in due sole edizioni: in CD e download digitale il 12 dicembre 2014. L'edizione in download digitale riporta una traccia extra, Karneval in Rio (exklusiver Bonustrack).

## Tracce
1. Intro erst recht – 0:36 (testo: Jutta Siorpaes – musica: Gio Bilk, Martin Ernst)
2. Schwarz blüht Der Enzian – 4:04 (testo: Adolf von Kleebsattel – musica: Gio Bilk)
3. Ja, ja, die Katja, die hat ja – 3:00 (testo: Bernd Dietrich, Franzl Binder, Gerd Grabowski Grabo – musica: Bernd Dietrich, Gerd Grabowski Grabo)
4. Rosamunde – 3:40 (testo: Vaclav Zeman, Frederick Reiter, Klaus S Richter – musica: Jaromír Vejvoda)
5. Wir lagen vor Madagaskar – 3:26 (Just Scheu)
6. Jenseits des Tales – 4:35 (testo: Boerries von Muenchhausen – musica: Robert Goetz)
7. Einer von uns – 2:56 (testo: Theo Behle – musica: Gio Bilk, Theo Behle)
8. Die schwarze Barbara – 3:42 (Ekkehard Jung, Georg Schatz, Sigi Mahr, Wolfgang Kummer)
9. La Paloma – 3:19 (testo: Helmut Kaeutner – musica: Sebastian Y Radier)
10. Komm in meinen Wigwam – 3:57 (Ekkehard Jung, Georg Schatz, Josua Röckelein)
11. Schwarzbraun ist die Haselnuss – 3:17 (tradizionale)
12. Hoch auf dem gelben Wagen – 3:08 (testo: Rudolf Baumbach – musica: Heinz Höhne)
13. Jetzt erst recht – 3:26 (testo: Jutta Siorpaes – musica: Gio Bilk, Martin Ernst)

Durata totale: 43:06
Traccia extra nel download digitale
1. Karneval in Rio (exklusiver Bonustrack) – 2:47

## Edizioni
- 2014 - Schwarz blüht der Enzian (Starwatch Entertainment/Sony Music, 88875003162, CD)
- 2014 - Schwarz blüht der Enzian (Starwatch Entertainment/Sony Music, download digitale)